# Jan Veizer
Ján Veizer (* 1941 in der Slowakei) ist ein Isotopengeochemiker und emeritierter Professor für Geowissenschaften der Universität Ottawa.

## Leben und Wirken
Veizer arbeitete auch am Institut für Geologie, Mineralogie und Geophysik an der Bochumer Ruhr-Universität. Er hielt bis 2004 den NSERC/Noranda/CIFAR Industrielehrstuhl in Geosystemisotopen- und Umweltgeochemie. Sein Forschungsschwerpunkt war die Anwendung chemischen und Isotopen-Techniken zur Bestimmung der Geschichte des Erdklimas und anderer Umweltbedingungen.
Veizer erhielt 1986 den Killam Award, 1987 die W.W. Hutchison Medal für junge Forscher, die außergewöhnliche Fortschritte in den kanadischen Geowissenschaften gemacht hatten, 1991 die Willet G. Miller Medal für außergewöhnliche Beiträge zur Geologie, 1992 den Gottfried-Wilhelm-Leibniz-Preis, der mit 1,55 Mio. EUR dotiert ist, für die Erforschung der Geochemie von Sedimenten, 1995 die Logan Medal, die die höchste Ehrung der Geological Association of Canada ist, und 2000 den Bancroft Award für Beiträge zur Popularisierung geowissenschaftlicher Fragestellungen.
Während seiner Karriere hat Veizer mehr als 4500 Messdaten von Sauerstoffisotopen in Kalzit- und Aragonit-Muscheln gesammelt, um Klima- und Sedimentdaten des gesamten Phanerozoikums aufzubauen, die auf den Oberflächentemperaturen des tropischen Meeres beruhen.

## Position zum Klimawandel
Veizer wird als Klimawissenschaftsleugner beurteilt.
2003 publizierte Veizer zusammen mit Nir J. Shaviv einen Artikel in der Zeitschrift Geological Society of America. Darin bekräftigt Veizer einen reduzierten (gekappten) Einfluss von CO2 auf den Klimawandel und schreibt der kosmischen Strahlung eine größere Bedeutung zu. Obwohl der Mechanismus noch nicht voll verstanden sei, zeigten gemäß Veizer und Shaviv die empirischen Daten eine geeignete Übereinstimmung. Die Aussagen im Artikel wurde bereits 2004 widerlegt.
Veizer und Shaviv erhalten als Wert für die Klimasensitivität einen Wert von 1,5 °C. Forschungsstand gemäß IPCC  ist hingegen, dass der Wert zwischen 2 und 4,5 °C liegt, mit einem besten Schätzwert von 3 °C.
Veizer wurde 2012 vom Heartland Institute als Experte gelistet und trat 2009 bei einer vom Heartland-Institut veranstalteten Klimakonferenz als Redner auf. 2011 war er Redner bei einer Klimawandelleugner-Konferenz in Deutschland. Dort behauptete er, der Kohlenstoffdioxid-Haushalt der Erdatmosphäre sei unbeeinflussbar. Kohlendioxid sei ein vermeintliches Klimagas, das einfach dem bei weitem dominanteren Wasserdampfkreislauf folge.

## Ausgewählte Veröffentlichungen
- Ján Veizer und Jochen Hoefs: The nature of O18/O16 and C13/C12 secular trends in sedimentary carbonate rocks. In: Geochimica et Cosmochimica Acta. Band 40, Nr. 11, November 1976, S. 1387–1395, doi:10.1016/0016-7037(76)90129-0.
- J. Veizer und S. L. Jansen: Basement and sedimentary recycling and continental evolution. In: Journal of Geology. Band 87, 1979, S. 341–370.
- Uwe Brand und Ján Veizer: Chemical diagenesis of a multicomponent carbonate system; 1, Trace elements. In: Journal of Sedimentary Research. Band 50, Nr. 4, Dezember 1980, S. 1219–1236, doi:10.1306/212F7BB7-2B24-11D7-8648000102C1865D.
- Ján Veizer: Trace elements and isotopes in sedimentary carbonates. In: Reviews in Mineralogy and Geochemistry. Band 11, Nr. 1, Januar 1983, S. 265–299.
- Ján Veizer et al.: 87Sr/86Sr, δ13C and δ18O evolution of Phanerozoic seawater. In: Chemical Geology. Band 161, 30. September 1999, S. 59–88, doi:10.1016/S0009-2541(99)00081-9.
- Ján Veizer, Yves Godderis und Louis M. François: Evidence for decoupling of atmospheric CO2 and global climate during the Phanerozoic eon. In: Nature. Band 408, 7. Dezember 2000, S. 698–701, doi:10.1038/35047044.
- Ján Veizer: Celestial Climate Driver: A Perspective from Four Billion Years of the Carbon Cycle. In: Geoscience Canada. Band 32, Nr. 1, 2005 (unb.ca).
- K. Scherer et al.: Interstellar-Terrestrial Relations: Variable Cosmic Environments, The Dynamic Heliosphere, and Their Imprints on Terrestrial Archives and Climate. In: Space Science Reviews. Band 127, Nr. 1–4, Dezember 2006, S. 327–465, doi:10.1007/s11214-006-9126-6.
- Ján Veizer und Paul R. Ferguson: Coupling of water and carbon fluxes via the terrestrial biosphere and its significance to the Earth's climate system. In: Journal Geophysical Research – Atmospheres. Band 112, D24, 20. Dezember 2007, doi:10.1029/2007JD008431.
- Christoph Korte, Peter J. Jones, Uwe Brand, Dorothee Mertmann und Ján Veizer: Oxygen isotope values from high-latitudes: Clues for Permian sea-surface temperature gradients and Late Palaeozoic deglaciation. In: Palaeogeography, Paleoclimatology, Palaeoecology. Band 269, Nr. 1–2, 4. November 2008, S. 1–16, doi:10.1016/j.palaeo.2008.06.012.
- Nir J. Shaviv, Ján Veizer: Celestial driver of Phanerozoic climate? In: GSA Today. Band 13, Nr. 7, 2003, S. 1–16, doi:10.1130/1052-5173(2003)013<0004:CDOPC>2.0.CO;2 (phys.huji.ac.il [PDF; 466 kB]).